# François Boucher
François Boucher (francoska izgovorjava: [fʁɑ̃swa buʃe]), francoski slikar, risar in jedkar, * 29. september 1703, † 30. maj 1770
Bil je francoski slikar, ki je delal v rokoko slogu. Boucher je znan po svojih idiličnih in razkošnih slikah na klasične teme, okrasnih alegorijah in pastoralnih prizorih. Bil je morda najslavnejši slikar in dekorativni umetnik 18. stoletja.

## Življenje
Boucher, po rodu iz Pariza, je bil sin manj znanega slikarja Nicolasa Boucherja, ki mu je dal prvo umetniško izobrazbo. Pri sedemnajstih letih je Boucherjevo slikanje opazil slikar François Lemoyne. Ta je pozneje Boucherja vzel za svojega vajenca, vendar je po samo treh mesecih odšel na delo h graverju Jean-Françoisu Carsu.
Leta 1720 je osvojil elitno nagrado Grand Prix de Rome za slikarstvo (francoska štipendija za študente umetnosti, sprva za slikarje in kiparje, ki je bila ustanovljena leta 1663 v času vladavine Ludvika XIV.), vendar je izkoristil priložnost za študij v Italiji šele pet let kasneje zaradi finančnih težav na Académie royale de peinture et de sculpture (Kraljeva akademija za slikarstvo in kiparstvo). Po vrnitvi s študija v Italiji je bil 24. novembra 1731 sprejet v prenovljeno Académie de peinture et de sculpture. Njegov morceau de réception (sprejemno delo) je bila slika Rinaldo in Armida iz leta 1734.
Boucher se je poročil z Marie-Jeanne Buzeau leta 1733. Par je imel skupaj tri otroke. Boucher je postal član fakultete leta 1734 in njegova kariera se je od tega trenutka še pospešila, ko je napredoval v profesorja, nato pa rektorja Akademije, leta 1765 je postal inšpektor v tovarni Manufacture des Gobelins v Parizu in nazadnje premier Peintre du Roi (prvi kraljevi slikar).
Boucher je umrl 30. maja 1770 v svojem rodnem Parizu. Njegovo ime je skupaj z imenom njegove zavetnice Madame de Pompadour postalo sinonim za francoski rokoko slog, zaradi česar sta brata Goncourt zapisala: »Boucher je eden tistih moških, ki predstavljajo okus stoletja, ki izraža, pooseblja in uteleša to«.
Boucher je znan po tem, da je narava trop verte et mal éclairée (preveč zelena in slabo osvetljena).
Boucher je bil povezan z graverjem dragih kamnov Jacquesom Guayem, ki ga je učil risati. Leta 1767 je bil tudi mentor moravsko-avstrijskega slikarja Martina Ferdinanda Quadala in neoklasicističnega slikarja Jacques-Louisa Davida. Kasneje je Boucher naredil vrsto risb Guayevih del, ki jih je gospa de Pompadour nato vgravirala in razdelila kot lepo vezani zvezek favoriziranim dvorjanom.

## Slikarstvo
Boucher se je navdihoval pri umetnikih, kot sta Peter Paul Rubens in Jean-Antoine Watteau. Boucherjeva zgodnja dela z velikim elanom slavijo idilično in mirno upodobitev narave in pokrajine. Vendar se njegova umetnost običajno odpove tradicionalni podeželski nedolžnosti, da upodablja prizore z dokončnim slogom erotike, saj so njegovi mitološki prizori strastni in intimno ljubeznivi, ne pa tradicionalno epski. Boucherjeve slike spogledljivega pastirja in pastirice v gozdnem okolju, predstavljene v Prijetni lekciji (Igralci piščali) iz leta 1748 in Jesenska pastorala (Jedci grozdja) iz leta 1749, so temeljile na likih v drami Boucherjevega bližnjega prijatelja Charlesa-Simona Favarta iz leta 1745. Boucherjevi liki na teh slikah so kasneje navdihnili nekaj figuric, ki jih je ustvarila porcelanska manufaktura Sèvres, ok. 1757–66. Marquise de Pompadour (ljubica kralja Ludvika XV.), čigar ime je postalo sinonim za umetnost rokokoja, je bila velika občudovalka njegovega dela. Marquise de Pompadour pogosto omenjajo kot »botro rokokoja«, Boucherjevi portreti pa so bili osrednjega pomena za njeno samopredstavitev in gojenje njene podobe. Na primer Boucherjeva Skica za portret gospe de Pompadour, prikazana v sobi Starhemburg v dvorcu Waddesdon, deluje kot preživeli primer priprave olja pred zdaj izgubljenim portretom. V eni roki drži klobuk, v drugi pa dvigne biserno zapestnico s kraljevim portretom - simbolizira odnos, od katerega je odvisen njen status.
Boucherjeve slike, kot je družinski prizor Zajtrk (Le Dejeuner) (1739), kažejo, kako je bil mojster žanrske scene, kjer je kot vzor redno uporabljal lastno ženo in otroke. Ti intimni družinski prizori so v nasprotju z razuzdanim slogom, ki ga vidimo na njegovih portretih Odalisk.
Temnolasa različica portreta Odaliske je umetnostnega kritika Denisa Diderota spodbudila do trditev, da Boucher »prostituira lastno ženo«, Svetlolasa odaliska pa portret, ki ponazarja zunajzakonske odnose kralja. Boucher si je s takšnimi zasebnimi naročili za bogate zbiratelje pridobil trajno razvpitost, potem ko je Diderot izrazil nestrinjanje, je bil njegov ugled v zadnjih letih kariere vse bolj kritičen.

## Scenografija in tapiserije
Boucher je skupaj s svojimi slikami oblikoval tudi gledališke kostume in scenografije, strastne spletke komičnih oper Charlesa Simona Favarta pa so tesno sledile njegov lasten slog slikanja. Zaskrbljujoče je bilo tudi oblikovanje tapiserij. Za delavnico Beauvais tapiserij je leta 1736 prvič zasnoval serijo Fêtes italiennes ('italijanski festivali'), ki se je izkazala za zelo uspešno in se je v teh letih pogosto pletla, nato pa po naročilu leta 1737 zbirko zgodbe o Kupidu in Psihe. V dveh desetletjih sodelovanja z delavnicami za tapiserije v Beauvaisu je Boucher izdelal načrte za šest serij, na primer tapiserijo, na kateri je bila prikazana Psiha in izdelovalec košar iz let 1741–1742.
Boucherja so poklicali tudi za načrte za dvorne veselice, ki jih je organiziral tisti del kraljevega gospodinjstva, imenovan Menus-Plaisirs du Roi, ter za opero in kraljeve dvorce Versailles, Fontainebleau in v Choisy-le-Roi. Njegovi modeli za vse omenjeno so povečali njegov prejšnji sloves, kar je povzročilo številne gravure iz njegovih del in celo reprodukcijo njegovih modelov v porcelanu in posodah za piškote v tovarnah Vincennes in Sèvres. Smrt Oudryja leta 1755 je končala njegov prispevek Beauvaisu, vendar je njegovo sodelovanje z Gobelini trajalo do leta 1765, ko je odstopil s položaja inšpektorja.

## Risbe in grafike
Boucher je bil zelo ploden in raznolik risar. Njegove risbe niso služile le kot pripravljalne študije za njegove slike in kot zasnove za grafike, temveč tudi kot dokončana umetniška dela, po katerih so zbiralci zelo povpraševali. Boucher je sledil običajnim studijskim praksam tistega časa, tako da je najprej izdelal celotno kompozicijo svojih glavnih platen, nato pa izdelal študije krede za posamezne figure ali skupine figur. Pri pripravi glavnih naročil se je oprl tudi na skice olja in gvašev.
Postopoma je delal vedno več skic kot samostojnih del za trg. Čaščenje pastirjev (Metropolitanski muzej umetnosti), svobodna in slikarska skica v gvašu, je dolgo veljala za pripravljalno skico za zasebni oltarni del madame de Pompadour La lumière du monde (približno 1750, Musée des Beaux-Arts, Lyon). Nedavna raziskava pa kaže, da je bila narejena vsaj 10 let kasneje kot samostojno delo. V zadnjem desetletju svoje kariere je umetnik začel dajati prednost rjavi kredi.
Boucher je bil tudi nadarjen graver in jedkalec. Boucher je narisal približno 180 originalnih bakrenih plošč. Po Watteauju je naredil veliko jedkanic. Tako je pomagal širiti okus za reprodukcije risb. Ko so se njegove lastne risbe začele prodajati, jih je Gilles Demarteau narisal v mehke nadomestke. Natisnjene so bile z rdečim črnilom, tako da so bile podobne risbam z rdečo kredo, ki jih je bilo mogoče uokviriti v majhne slike. Nato bi jih lahko obesili v majhne prazne prostore dodelano okrašenih luksuznih stanovanj.
Boucherjevi najbolj izvirni izumi so bili dekorativni in prispeval je k modnemu slogu chinoiserie, potem ko je Watteau narisal 12 Figures Chinoises (kitajske figure).

## Galerija
- Avtoportret v ateljeju, 1720, Louvre
- Putti s pticami, c. 1730–1733, Honolulu Museum of Art
- Rinaldo in Armida, 1734 (sprejemni kos)
- Leda in labod, 1741
- Diana pri kopanju, 1742
- V tej skici Boucher omogoča gledalcu, da vidi gospo de Pompadour, preden gre ven, ok. 1750, dvorec Waddesdon
- Venera tolaži ljubezen, 1751
- Venera pri toaleti (1751) tipizira prijetno eleganco Boucherjevega zrelega sloga.
- Most, 1751, Louvre
- Madame de Pompadour, 1756, Neue Pinakothek
- Sv. Peter poskuša hoditi po vodi, 1766, stolnica Saint-Louis, Versailles
- Speča pastirica
- Jesenska pastorala
- Vulkan predstavlja Veneri orožje za Eneja, 1757
- Aurora naznanja prihod jutranjega sonca, c. 1765, National Gallery of Art

## Dela Françoisa Boucherja
To je nepopoln seznam del Françoisa Boucherja.
- Smrt Meleagra (okoli 1727), Muzej umetnosti okrožja Los Angeles [13]
- Projekt za kartušo (okoli 1727), Muzej umetnosti okrožja Los Angeles [14]
- Namišljena pokrajina s Palatinskim gričem iz Campo Vaccino (1734), Metropolitanski muzej umetnosti 15]
- Spomenik Mignardu (okoli 1735), Muzej umetnosti okrožja Los Angeles [16]
- Venera in Merkur učita Kupida (1738), Muzej umetnosti okrožja Los Angeles [17]
- Kupida rani Psihe (1741), Muzej umetnosti okrožja Los Angeles [18]
- Les Confidences Pastorales (ok. 1745), Muzej umetnosti okrožja Los Angeles [19]
- Arion na delfinu (1748), Umetniški muzej univerze Princeton [20]
- Jeanne-Antoinette Poisson, markiza de Pompadour (1750), Harvardski muzeji umetnosti [21]
- Skica za portret gospe de Pompadour (c.1750), dvorec Waddesdon [22]
- Ptica je letela (1765), Muzej umetnosti Snite, Univerza v Notre Dame, IN [23]
- Prekinjeni spanec (1750), Metropolitanski muzej umetnosti [24]
- Ljubezensko pismo (1750), Narodna galerija umetnosti [25]

- Venera pri toaleti (1751), Metropolitanski muzej umetnosti [26]
- Pastir igra na gajde (okoli 1754), Muzej lepih umetnosti, Boston [27]
- Pokrajina z vodnim mlinom (1755), Narodna galerija, London [28]
- Venera v Vulkanovi delavnici (1757), Umetnostna galerija univerze Yale [29]
- Ribolov (1757), Veliki Trianon
- Ljubimca v parku (1758), muzej Timken, [30]
- Pan in Sirinks (1759), Narodna galerija, [31]
- Angelica in Medoro (1763), Metropolitanski muzej umetnosti [32]
- Jupiter v preobleki Diane in Kalisto (1763), Metropolitanski muzej umetnosti [33]
- Devica in otrok z mladim svetnikom Janezom Krstnikom in angeli (1765), Metropolitanski muzej umetnosti [34]
- Postanek pri izviru (1765), Muzej lepih umetnosti, Boston [35]
- Vrnitev s tržnice (1767), Muzej lepih umetnosti, Boston [36]
- Pastirska idila (1768), Metropolitanski muzej umetnosti [37]
- Perice (1768), Metropolitanski muzej umetnosti [38]
- Aurora napoveduje prihod jutranjega sonca (1765), Narodna galerija umetnosti [39]